# 保罗·贝尔蒙多博物馆
保罗·贝尔蒙多博物馆（musée Paul-Belmondo）是法国布洛涅-比扬古的一座博物馆，位于布希洛特城堡（château de Buchillot），专注于雕塑家保罗·贝尔蒙多和20世纪的雕塑艺术。博物馆于2010年9月18日欧洲文化遗产日向公众开放。
2007年3月，雕塑家的子女，演员让-保罗·贝尔蒙多和他的兄弟阿兰·贝尔蒙多、妹妹穆里尔将他们父亲的所有作品捐赠给布洛涅-比扬古市，包括259件雕塑、444枚奖章médailles和近900幅绘画作品，以及草图和准备工作。新创建的博物馆设于布希洛特城堡，这是一座18世纪庄园，在19世纪由其所有者银行家詹姆斯·德·罗斯柴尔德翻新，是罗斯柴尔德城堡庄园的一部分。这座建筑属于城市所有，被列为历史古迹， 已经空置。从2007年起，这座建筑的内外进行了修复和翻新， 耗资270多万欧元。博物馆最初计划于2008年底向公众开放，, 但在2008年5月宣布推迟开放，计划于2009年底、2010年初开放，最终于2010年9月开放。

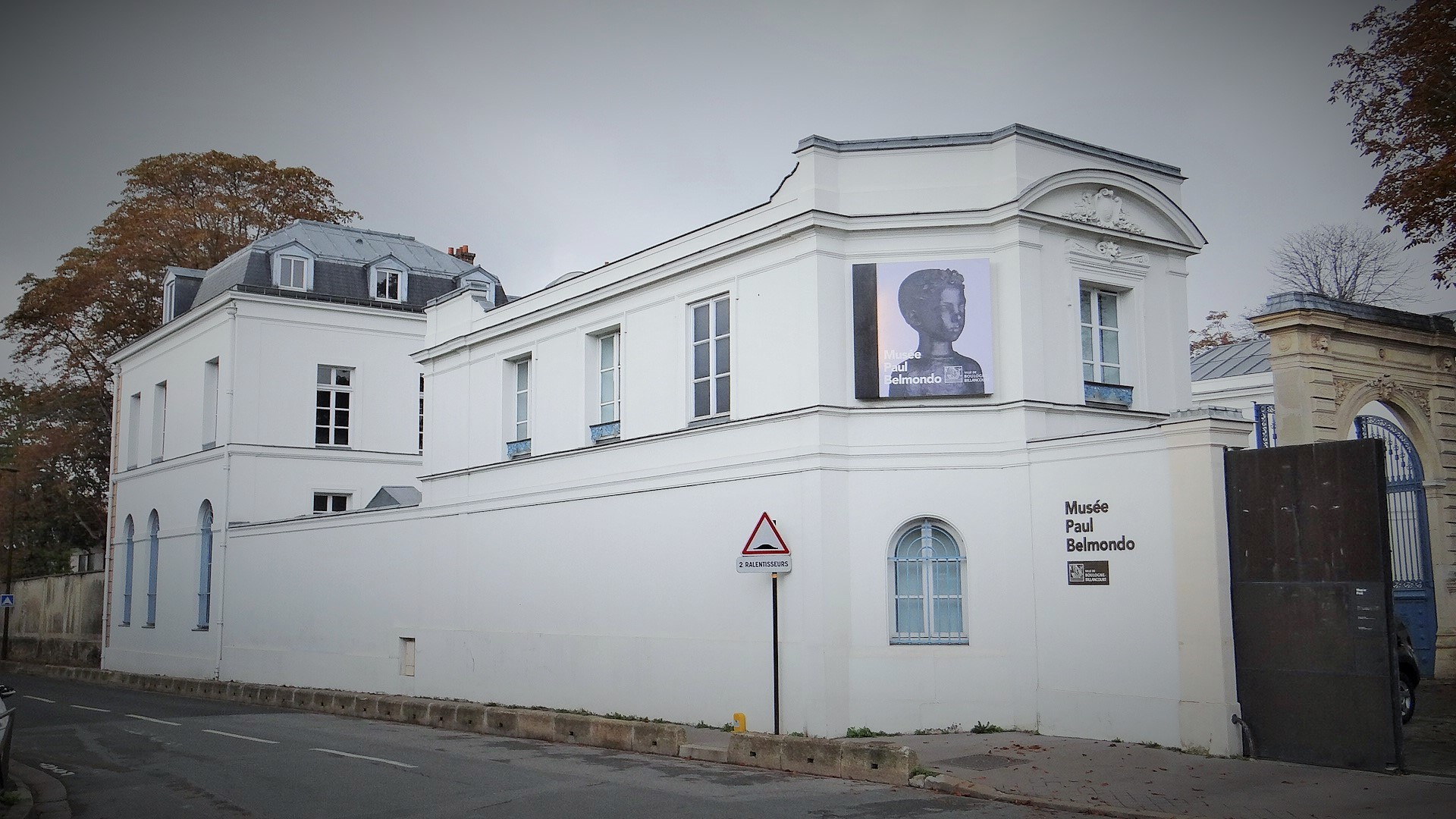
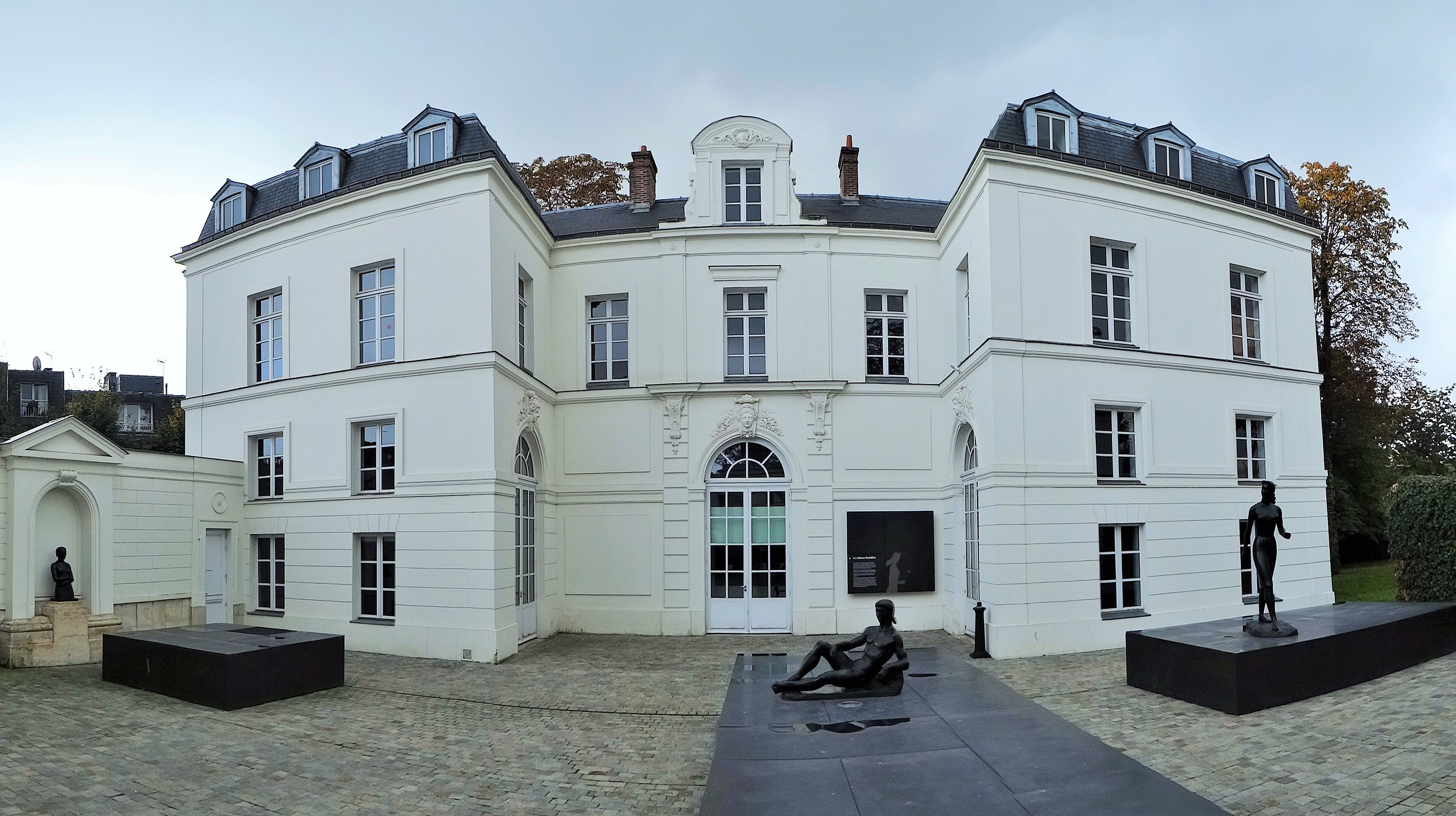
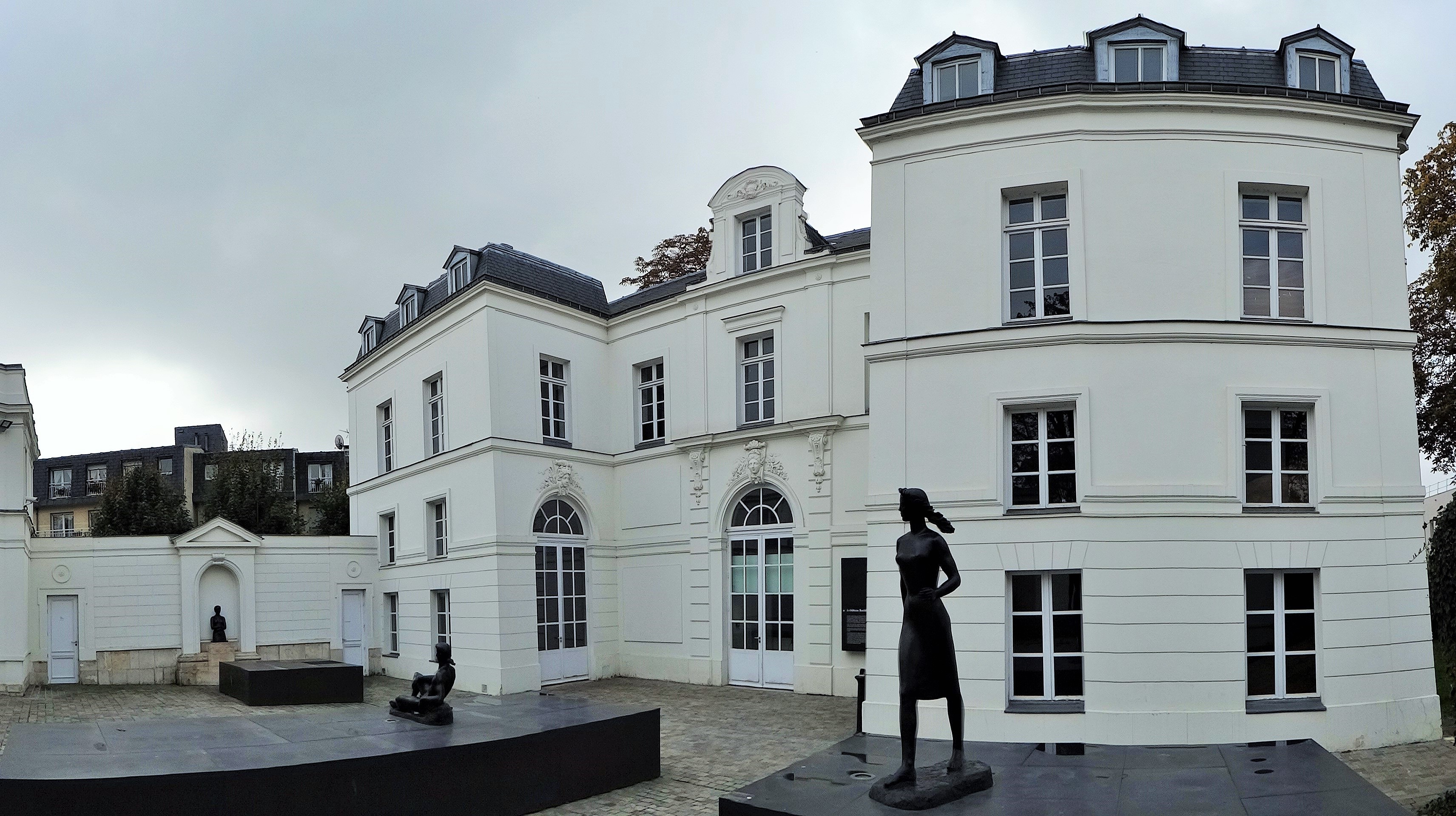
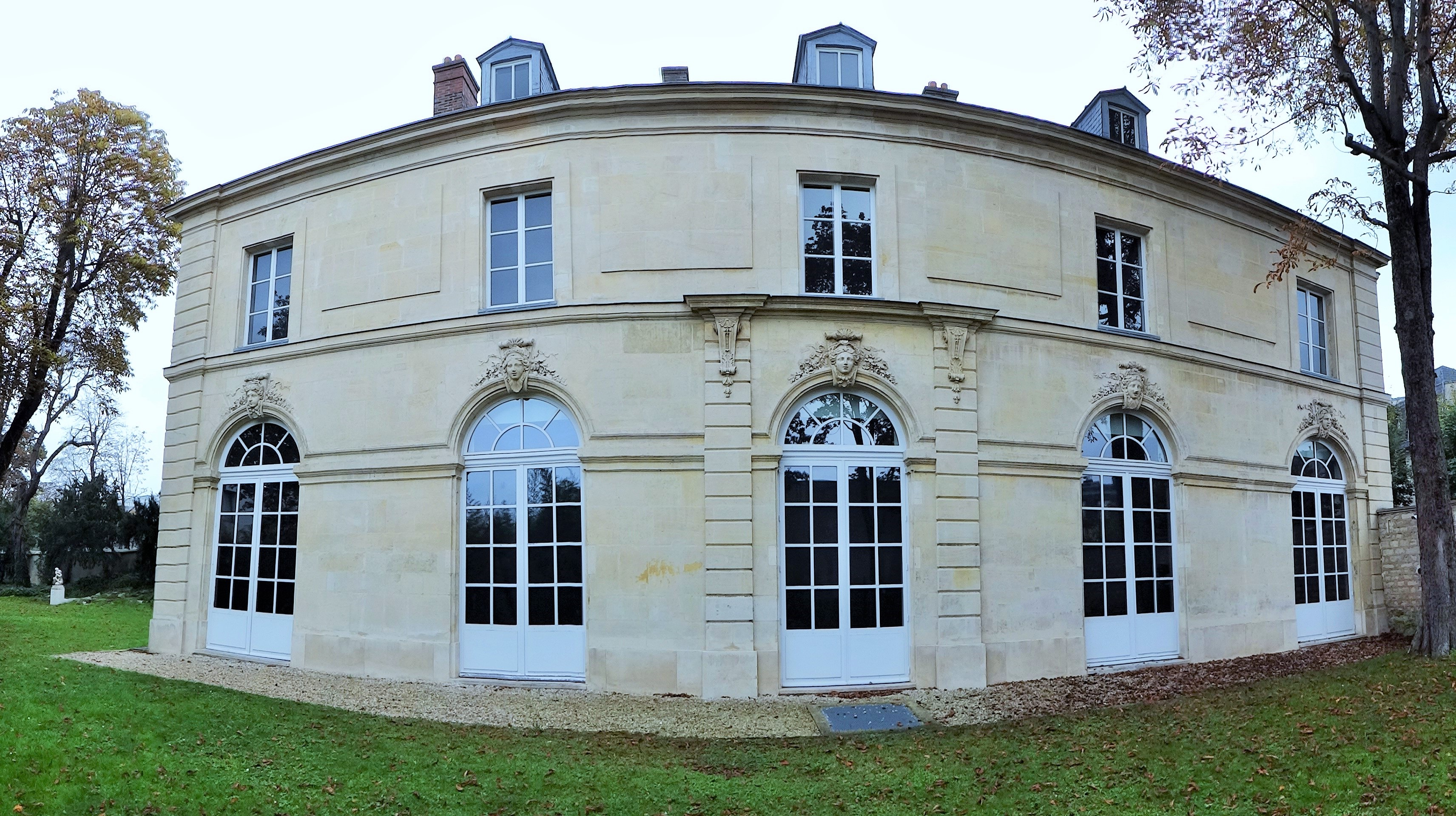